# Brian Kilby
Brian Leonard Kilby (* 26. Februar 1938 in Coventry; † 30. Juni 2024) war ein britischer Marathonläufer, der 1962 Europameister wurde.
Kilby debütierte 1960 auf der Marathonstrecke und gewann in seinem zweiten Marathon den Meistertitel der AAA. Bis 1964 erlief er fünfmal in Folge den Meistertitel der AAA. Bei den Olympischen Spielen 1960 in Rom belegte er in 2:28:55 Stunden Rang 29.
Am 16. September 1962 siegte Kilby bei den Europameisterschaften in Belgrad in 2:23:18,8 Stunden mit 40 Sekunden Vorsprung auf den Belgier Aurèle Vandendriessche. Am 29. November 1962 gelang Kilby nach der AAA-Meisterschaft und dem Europameistertitel der dritte große Sieg des Jahres. Bei den British Empire and Commonwealth Games in Perth gewann er für England startend in 2:21:17 Stunden mit einer knappen Minute Vorsprung auf den Australier Dave Power.
1963 lief Kilby seinen schnellsten Marathon: In Port Talbot konnte er in 2:14:43 Stunden in Weltrekordzeit auch den neun Jahre alten britischen Rekord von Jim Peters unterbieten.
Bei den Olympischen Spielen 1964 in Tokio erreichte er in 2:17:02 Stunden den vierten Platz, mit rund vierzig Sekunden Rückstand auf seinen Landsmann Basil Heatley (Silber) und den Japaner Kōkichi Tsuburaya; lediglich der Äthiopier Abebe Bikila mit über vier Minuten Vorsprung auf Heatley und Tsubaraya war völlig außer Reichweite für Kilby.
Zu seinem letzten Marathonlauf trat Kilby bei den British Empire and Commonwealth Games 1966 in Kingston (Jamaika) an; er gab unterwegs auf.
Brian Kilby war 1,70 m groß und wog zu Wettkampfzeiten 57 kg.